# Cyrtisiopsis amniolus
Cyrtisiopsis amniolus är en tvåvingeart som först beskrevs av Wray Merrill Bowden 1965.  Cyrtisiopsis amniolus ingår i släktet Cyrtisiopsis och familjen svävflugor.
Artens utbredningsområde är Nepal. Inga underarter finns listade i Catalogue of Life.